# 산타 (스포츠)
산타(중국어: 散打, 병음: Sǎndǎ) 또는 산다는 중국의 격투 스포츠이다. 중국 정부의 스포츠 우슈 개발의 일환으로 산타의 표준 커리큘럼이 개발되었다. '우슈 산타'라는 용어가 일반적으로 적용되는 것은 이 표준 커리큘럼이다.

## 같이 보기
- 킥복싱
- 전통 레슬링
- 삼보 (무술)
- 무에타이